# Liste d'îles du Bangladesh
Les îles du Bangladesh sont dispersées le long du Golfe du Bengale et de l'embouchure du fleuve Padma. Le mot « Char » est utilisé dans de nombreux noms et fait référence aux îles de sédiments des plaines inondables du delta du Gange. De nombreux grands fleuves originaires de l'Himalaya transportent un niveau élevé de sédiments et ils s'accumulent sur le rivage du golfe du Bengale, au Bangladesh. Cela a conduit à des changements importants dans la morphologie de la zone côtière, compris le développement des nouvelles îles.

## Baie occidentale du Bengale
- Ashar Char (en)
- Andar Char (en)
- Char Hare

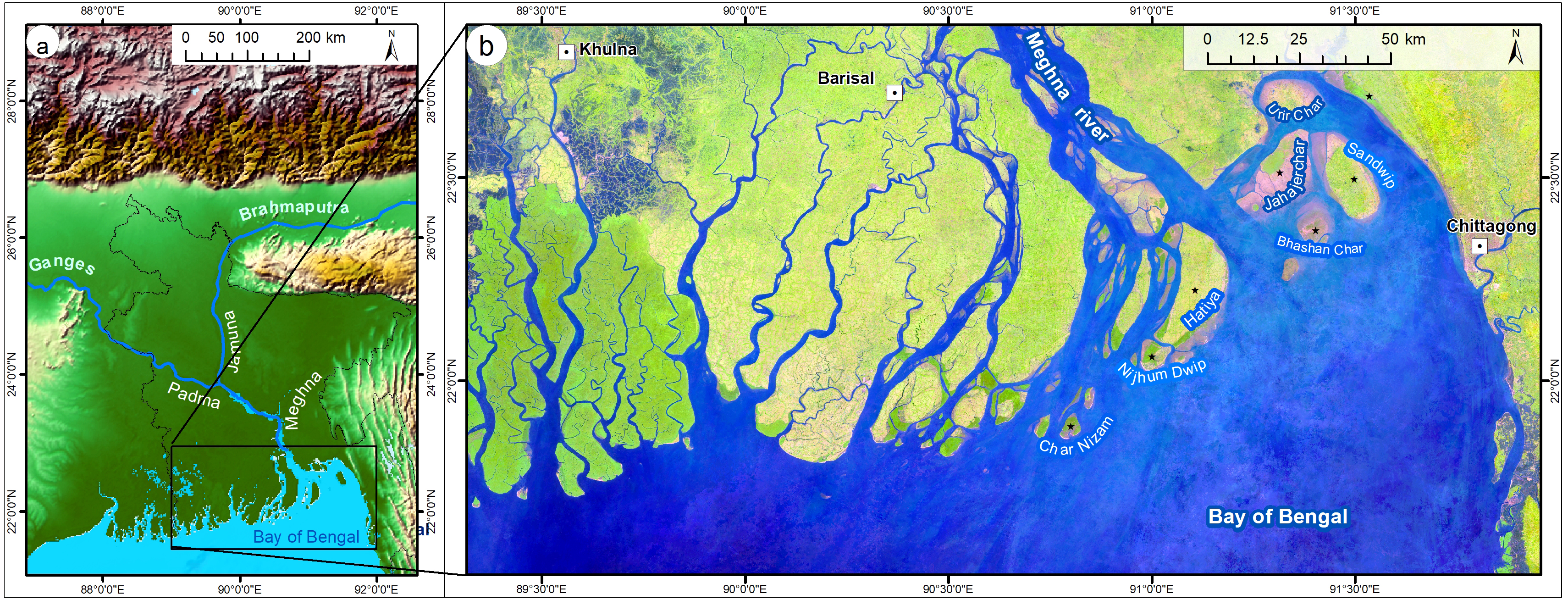
Les fleuves originaires des montagnes s'écoulent vers le nord de la baie du Bengale, qui crée le plus grand delta fluvial du monde.

- Char Lakhsmi/Birshreshta Hamid Island
- Char Manika
- Nijhum Dwip (en)
- Ramnabad Island
- Char Mantaz
- Rangabali
- Dublar Char (en)
- Burir Char (en)
- Pakhkhir Char
- Dimer Char
- Char Bagala

## Nord de la baie du Bengale
- L'île de Bhola, la plus grande île du pays
- Ballar Char
- Sandwip
- Urir Char (en) Succession de végétation aux îles Bhashan, Jahajer et Sandwip [1]

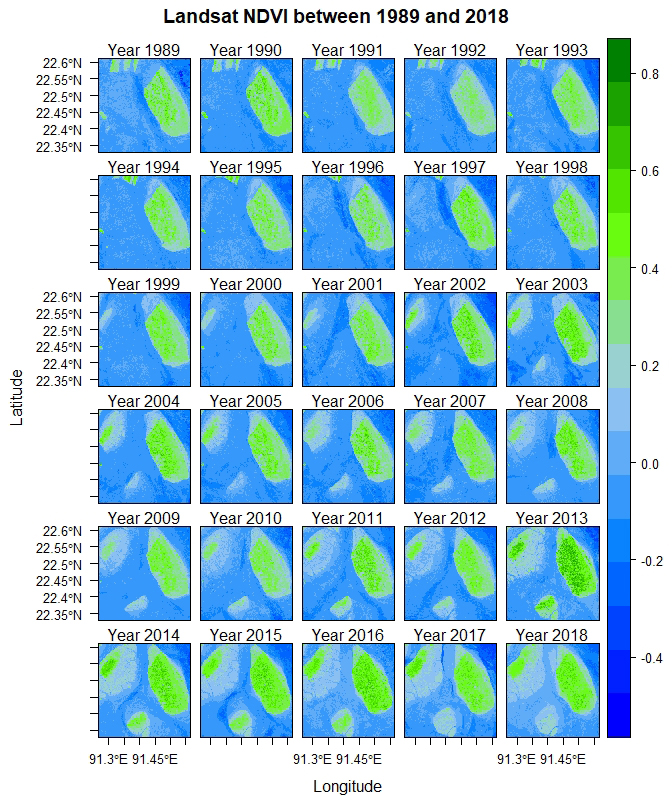
Succession de végétation aux îles Bhashan, Jahajer et Sandwip

- Swarna Dweep (en) (Jahajer Chor / Jahejjar chor)
- HatiyaManpura
- Char Sakuchia
- Char Nizam (en)
- Char Kukri Mukri (en)
- Char Lakshmi (en)
- Char Montaz
- Nijhum Dwip (en)
- Dhal Char (en)
- Char Gazi
- Char Faizuddin

## Baie orientale du Bengale
- île Saint-Martin (en)
- Île de Chhera (en)
- Jaliadwip
- Kutubdia
- Île de Maheshkhali (en)
- Île Sonadia (en)
- Urir Char (en)

## Îles disparues
Des îles qui existaient auparavant mais qui ont maintenant disparu.
- Bholar Dweep, un petit îlot situé entre Teknaf et l'île Saint-Martin (en), a disparu en 1861[2].
- Le sud de l'île de Talpatti était disputé entre l'Inde et le Bangladesh. L'Associated Press rapporte qu'il avait été submergé en mars 2010.